# کولوندیبا
کولوندیبا (به لاتین: Kolondieba) یک منطقهٔ مسکونی در مالی است که در استان سیکاسو واقع شده‌است.
 کولوندیبا  ۵۷,۸۹۸ نفر جمعیت دارد.